# Mikion (Töpfer)
Mikion (Μικιων) war ein griechischer Töpfer, tätig in Athen im späten 5. Jahrhundert v. Chr.
Er ist durch seine Töpfer-Signatur auf zwei Vasen und einer Pinax bekannt:
- Fragment einer Lekanis von der Pnyx: Athen, Agora Pnyx 124 (P 349)
- Fragmente einer Lekanis von der Athener Akropolis:  Athen, Nationalmuseum Akr. 594
- Fragment einer Pinax von der Athener Akropolis: Athen, Nationalmuseum Akr. 1051

Die beiden Lekanis-Fragmente sind vom gleichen Maler dekoriert worden, der danach den Namen Mikion-Maler erhielt, die Pinax ist von einem anderen Maler bemalt worden.